# Liquenologia

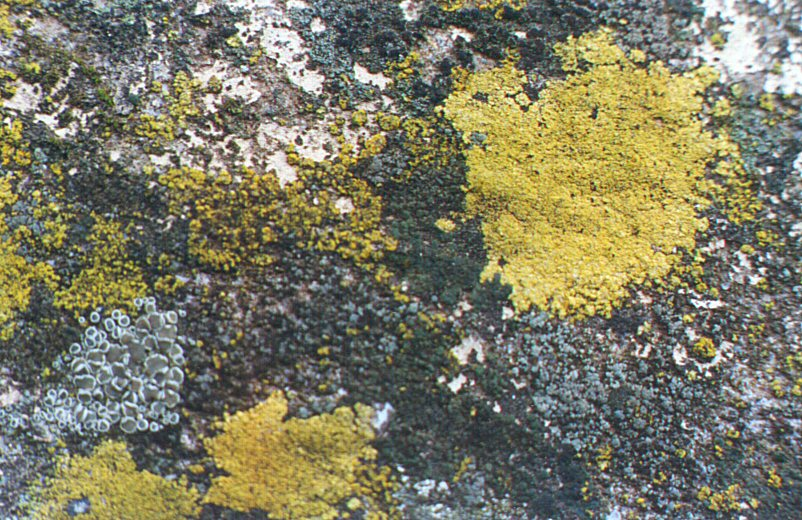
Líquem sobre uma parede de cimento

A liquenologia é um ramo da botânica  que estuda os líquens, organismos simbióticos  formados pela associação  microscópica de algas  com fungos filamentosos.
A taxonomia dos líquens foi investigada pioneiramente de maneira intensiva pelo botânico sueco Erik Acharius (1757-1819), que por muitos é considerado como sendo o pai da liquenologia.  Acharius  foi aluno de Carl von Linné. 
Alguns dos seus trabalhos mais importantes, que marcaram o início da liquenologia como disciplina, são:
- Lichenographiae Suecia prodromus (1798)
- Methodus lichenum (1803)
- Lichenographia universalis (1810)
- Synopsis methodica lichenum (1814)

Entre os liquenologistas que se destacaram posteriormente estão incluidos o botânico americano Edward Tuckerman  e o biólogo russo Konstantin Merezhkovsky.